# Bambi: The Reckoning
Bambi: The Reckoning, titulada en el doblaje en hispanoamérica y castellano Bambi: La Venganza es una película de terror independiente británica dirigida por Dan Allen, escrita por Rhys Warrington y producida por Rhys Frake-Waterfield y Scott Jeffrey. Es la cuarta película del Twisted Childhood Universe (TCU) y sirve como una versión de terror de Bambi, a Life in the Woods de Felix Salten. La película está protagonizada por Roxanne McKee, Tom Mulheron, Nicola Wright y Samira Mighty. Sigue a Bambi mientras se lanza a un alboroto asesino después de la muerte de su madre.

## Premisa
Después de que una madre y su hijo sufren un accidente automovilístico, pronto son perseguidos por Bambi, un ciervo mutado en un alboroto mortal que busca venganza por la muerte de su madre, su esposa y su hijo.

## Reparto
- Roxanne McKee como Xana
- Tom Mulheron como Benji, el hijo de Xana
- Nicola Wright como Mary
- Samira Mighty como Harriet

## Producción

### Desarrollo
En noviembre de 2022, se anunció el desarrollo de una película de terror de acción real basada en Bambi, una vida en el bosque de Felix Salten con el título Bambi: The Reckoning. Scott Jeffrey fue nombrado director, con Rhys Frake-Waterfield como productor. Se declaró que el proyecto sería una producción conjunta entre ITN Studios y Jagged Edge Productions.Jeffrey describió la película como "un recuento increíblemente oscuro de la historia de 1928 que todos conocemos y amamos. Inspirándose en el diseño utilizado en The Ritual de Netflix , Bambi será una cruel máquina de matar que acecha en la naturaleza".En febrero de 2023, también se reveló que la película estaba ambientada en la misma franquicia de continuidad que las dos películas anteriores de Blood and Honey.

### Rodaje
La fotografía principal estaba originalmente programada para comenzar el 31 de enero de 2023 en Londres , Inglaterra, con Vince Knight como director de fotografía, después de trabajar en Blood and Honey.Posteriormente, el rodaje se reprogramó para comenzar el 6 de enero de 2024 en Inglaterra, lo que Jeffrey confirmó a través de sus redes sociales.El rodaje concluyó oficialmente el 26 de enero de 2024.

### Marketing
El primer tráiler oficial debutó exclusivamente en los cines durante el lanzamiento limitado de Winnie-the-Pooh: Blood and Honey 2, la segunda entrega de The Twisted Childhood Universe, en marzo de 2024.El tráiler recibió un amplio lanzamiento y debutó en línea el 3 de abril de 2024.

## Estreno
Bambi: La Venganza se estrenó el 24 de julio de 2025 en México. Bambi: The Reckoning se estrenó el 25 de julio de 2025 en Estados Unidos.